# نینیان ادواردز
نینیان ادواردز (به انگلیسی: Ninian Edwards) سناتور سابق عضو حزب دموکرات-جمهوری‌خواه بود. وی در سال ۱۸۱۸ تا ۱۸۲۴ میلادی سناتور ایالت ایلی‌نوی در سنای ایالات متحده آمریکا بود.
وی در ۵۸ سالگی و بر اثر ایست قلبی از دنیا رفت.